# 刘店子乡
刘店子乡是中国山东省临沂市河东区已撤销的一个乡，2011年2月合并到八湖镇。

## 行政区划
刘店子乡下辖刘店子村、宋十二湖村、史家宅子村、王十二湖村、吴十二湖村、王疃村、丰家赤草坡村、付家赤草坡村、朱家赤草坡村、树沂庄村、沂自庄村、坊上村、大十六湖村、小十六湖村、星移庄村、大梁家村、前石拉渊村、东石拉渊村、西石拉渊村、新莲村。